# Paper ceba
Paper de ceba és un paper prim, lleuger de pes, fort i sovint translúcid. Tot i que no està fet de cebes, superficialment s'assembla a la seva pell. Era normalment utilitzat amb paper de carbó per escriure duplicats en una màquina d'escriure, per a documents permanents, en què la lleugeresa era important, o per a correspondència aèria. La densitat és generalment de 25-39 g/m² i pot ser blanc o de color groc canari.